# Ahmed Lakhrif
Ahmed Lakhrif est un homme politique marocain Sahraoui né en 1953 à Smara. 
En 2007, il est nommé Secrétaire d'État auprès du ministre des Affaires étrangères et de la Coopération du gouvernement Abbas El Fassi.
Le roi Mohammed VI du Maroc a mis fin à sa mission le 23 décembre 2008 après qu'il a obtenu la nationalité espagnole.

## Biographie
Ahmed Lakhrif fait ses études primaires à Smara et secondaires à Laâyoune. Il est titulaire d'une licence en philosophie de l'Université complutense de Madrid en 1976.
De 1976 à 1978, il exerce en tant que professeur de langue espagnole (deuxième cycle) à l'école "La Paz" relevant de la mission culturelle espagnole à Laâyoune.
De 1978 à 1986, il occupe le poste de directeur d'un établissement scolaire à Laâyoune avant d'être nommé Délégué régional du ministère du Tourisme dans la même ville jusqu'en 1997.
Il est élu en 1983 vice-président du conseil municipal de Laâyoune, poste qu'il occupe jusqu'à maintenant.
Membre de la Chambre des conseillers depuis 1997, il est aussi membre de la commission des relations extérieures et de la défense et vice-président du groupe d'amitié maroco-espagnole au sein de la même chambre.
Il est également membre du Conseil royal consultatif pour les affaires sahariennes (CORCAS) et membre de la commission des relations extérieures au sein dudit Conseil.
Il participe, au sein de plusieurs délégations nationales, à plusieurs rencontres dans nombre de capitales mondiales pour défendre l'intégrité territoriale du Royaume.
Il est également membre du Conseil national et du comité central du Parti de l'Istiqlal, a occupé plusieurs postes au niveau local, dont celui de président de l'association provinciale des œuvres sociales, culturelles et sportives dans la province de Laâyoune depuis 1996 et président du conseil d'administration de Dar Al Mouatine (Maison du citoyen) de Laâyoune.
Le 15 octobre 2007, il est nommé Secrétaire d'État auprès du ministre des Affaires étrangères et de la coopération, sous le gouvernement Abbas El Fassi.
Le 23 décembre 2008, il est démis de ses fonctions par le Roi Mohammed VI à la suite de son obtention de la nationalité espagnole.
Selon l'agence officielle marocaine Maghreb Arabe Presse (MAP), 

« Le gouvernement de sa majesté le roi a appris que depuis plusieurs mois les autorités espagnoles accordaient la nationalité espagnole à plusieurs hauts responsables marocains et que cette procédure serait justifiée par la responsabilité de l'Espagne vis-à-vis des régions du royaume du Maroc alors sous protectorat espagnol. »

La mesure qui frappe M. Lakhrif semble traduire l'irritation des autorités marocaines vis-à-vis de l'Espagne, Madrid ayant octroyé la nationalité espagnole à plusieurs ressortissants marocains originaires du Sahara occidental, région que Rabat considère comme faisant partie de son territoire.
En 2019, Ahmed Lakhrif se lance dans l’hôtellerie et la restauration.
Ahmed Lakhrif est actuellement représentant permanent de la Chambre des conseillers auprès du parlement centraméricain (PARLACEN).